# Loreley (ópera)
Loreley es una azione romantica (ópera) en tres actos con música de Alfredo Catalani y libreto en italiano de Carlo D'Ormeville, Angelo Zanardini y otros.

## Historia
La ópera es una amplia reelaboración del dramma fantastico de Catalani titulado Elda, originalmente con un texto de Carlo D'Ormeville, estrenado en Turín en 1880 bajo la dirección de Carlo Pedrotti, con Garbini, Boulicioff, Barbacini y Athos.
Loreley se estrenó en el Teatro Regio de Turín el 16 de febrero de 1890 bajo dirección de Edoardo Mascheroni. Posteriormente se representó en Covent Garden en Londres el 12 de julio de 1907. La primera representación en Estados Unidos se debe a la Chicago Opera Association en el Auditorium Building en Chicago el 17 de enero de 1919 con Anna Fitziu en el rol titular.
Esta ópera rara vez se representa en la actualidad; en las estadísticas de Operabase no aparece entre las óperas representadas en el período 2005-2010.

## Personajes
| Personaje       | Tesitura | Reparto del estreno, 16 de febrero de 1890 (Director: Edoardo Mascheroni) |
| --------------- | -------- | ------------------------------------------------------------------------- |
| Loreley         | soprano  | Virginia Ferni-Germano                                                    |
| Walter          | tenor    | Eugenio (Eugène) Durot                                                    |
| Anna di Rehberg | soprano  | Eleonora (Leonora) Dexter                                                 |
| Hermann         | barítono | Enrico Stinco-Palermini                                                   |
| Rodolfo         | bajo     | Natale Pozzi                                                              |

## Argumento
Loreley es una huérfana desdichadamente enamorada de Walter quien ama a Anna. Loreley hace un pacto con Alberich, rey del Rin para hacerla irresistible. Todo sale mal, Walter se ahoga y Loreley queda eternamente en su roca, atrayendo a los jóvenes a su fatal destino. 